# Охотник Володимир Ілліч
Володимир Ілліч Охотник (нар. 28 лютого 1950, Київ) — французький шахіст українського походження, Міжнародний майстер з 1987-го року, гросмейстер з 2011-го року. Чемпіон світу серед ветеранів у категорії 60+ 2011-го року (м. Опатія), та у категорії 65+ 2015-го року (м. Акві-Терме)

## Шахова кар'єра
Чемпіон УРСР 1979-го року, третій призер чемпіонату СРСР 1980-го року. На міжнародній арені перших успіхів досягнув у середині 1980-х років. Переможець відкритих чемпіонатів Угорщини 1984-го (м. Егер) та 2000-го (м. Залакарош) років. 1987 року посів 1-ше місце на острові Самос (того самого року здобув також звання міжнародного майстра), 1988 року переміг у Каппель-ла-Гранд, а також поділив 2-ге місце (позаду Едуарда Медуни, разом з Драгішою Благоєвичем) у Празі, крім того 1989 року поділив 3-тє місце (позаду Шандора Відека i Уве Бенша, разом з Альгімантасом Бутнорюсом) у Сексарді. У 1992 році переміг (разом з Олександром Вауліним) в Айці, у 1995 i 1996 роках двічі посів 1-ше місце в Гайдубесермені, 1999 року поділив 1-ше місце (разом з Володимиром Чучеловим) у Бетюні, а також переміг у Ньїредьгазі. 2003 року знову переміг у Ньїредьгазі, а також у Нансі. У 2004 році посів 1-ше місце в Нансі, а також поділив 2-ге місце (позаду Олексія Барсова, разом з Вадимом Малахатьком, Андреєм Істрецеску, Камраном Ширазі i Шоаятом Гане) в Сен-Кантені, у 2005 році переміг (разом з Крумом Георгієвим) у Парижі, крім того 2007 року посів 1-ше місце в Креоні, а також переміг (разом з Георгієм Багатуровим, Райнером Буманном, Ігорем Єфімовим i Ненадем Алекшичем) у Гризолії. 2008 року поділив 1-ше місце (разом з Йожефом Хорватом у Фефферніці, 2010 року переміг у Філлах, крім того 2011 року поділив 1-ше місце в Лієнці (разом з Вієстурсом Меєрсом) а також в Ренні (разом з Венціславом Інкьовим). Також на 2011 рік припадає два значних успіхи у змаганнях «ветеранів» (учасників старших 60 років): у Курмайор здобув звання віце-чемпіона Європи, крім того у Опатії виграв чемпіонат світу (за це досягнення отримав звання гросмейстера).
Найвищий рейтинг Ело в кар'єрі мав станом на 1 липня 2000 року, досягнувши 2510 пунктів, посідав тоді 31-ше місце серед українських шахістів.
Разом з Богданом Лалічем написав дві книжки: Carpathian Warrior book one. Secrets of a Master (2005), а також Carpathian Warrior 2 (2008), обидві на тему шахових дебютів (зокрема про захисти Філідора, Пірца—Уфімцева i Робача).

## Турнірні результати

### Чемпіонати України
Володимир Охотник зіграв у восьми фінальних турнірах чемпіонатів України, набравши загалом 46 очок із 88 можливих (без врахування результатів 1985 року).
| Рік  | Місто           | Турнір                 | + | − | = | Результат | Місце   |
| ---- | --------------- | ---------------------- | - | - | - | --------- | ------- |
| 1973 | Дніпропетровськ | 42-й чемпіонат України | 6 | 4 | 3 | 7½ з 13   | 20      |
| 1975 | Дніпропетровськ | 44-й чемпіонат України |   |   |   | 5 з 9     | 15 — 28 |
| 1979 | Дніпропетровськ | 48-й чемпіонат України | 6 | 0 | 3 | 7½ з 9    | Gold    |
| 1980 | Харків          | 49-й чемпіонат України | 7 | 2 | 4 | 9 з 13    | Bronze  |
| 1981 | Ялта            | 50-й чемпіонат України | 3 | 3 | 8 | 8 з 14    | 7 — 8   |
| 1982 | Ялта            | 51-й чемпіонат України | 1 | 5 | 9 | 5½ з 15   | 12 — 13 |
| 1985 | Ужгород         | 54-й чемпіонат України | 2 | 4 | 1 | 2½ з 7    | вибув   |
| 1986 | Київ            | 55-й чемпіонат України | 3 | 9 | 3 | 4½ з 15   | 16      |